# Birdantis decens
Birdantis decens är en insektsart som beskrevs av Stsl 1863. Birdantis decens ingår i släktet Birdantis och familjen lyktstritar. Inga underarter finns listade i Catalogue of Life.